# San Giovanni Rotondo
San Giovanni Rotondo és un municipi italià, situat a la regió de la Pulla i a la província de Foggia. L'any 2006 tenia 26.442 habitants. Limita amb els municipis de Cagnano Varano, Foggia, Manfredonia, Monte Sant'Angelo i San Marco in Lamis.

## Administració
| Període | Identitat        | Partit         |
| ------- | ---------------- | -------------- |
| 2006-   | Gennaro Giuliani | Centreesquerra |